# مزارع اليتمة
مزارع اليتمة هي المنطقة الزراعية التي تجاور مركز اليتمة، وتتبع محافظة وادي الفرع التابعة لإمارة لمنطقة المدينة المنورة. تقع في جنوب المدينة المنورة، وتبعد عنها قرابة 80 كم.